# Der Zauberer von Oz

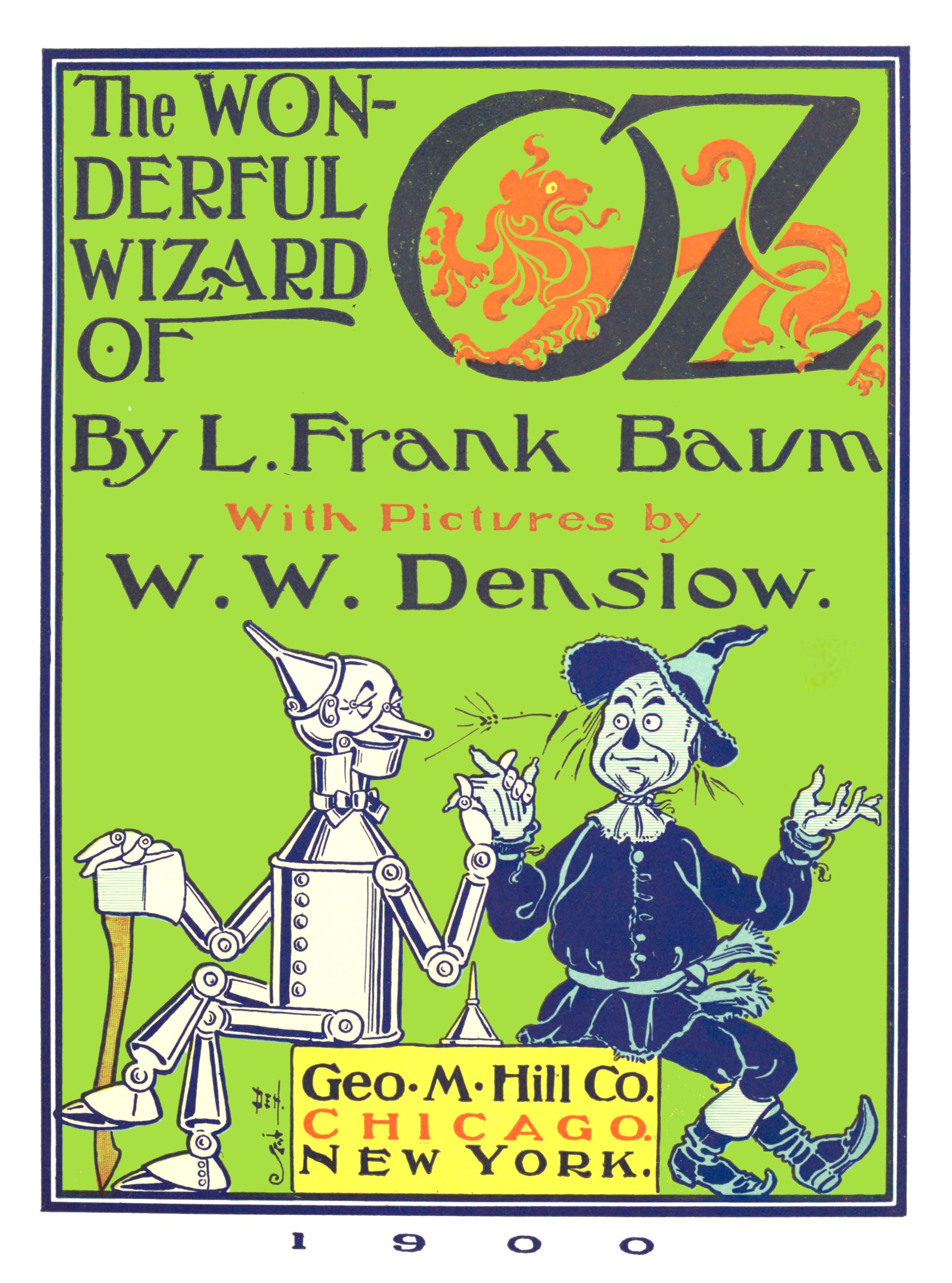
Titelblatt der englischen Originalausgabe aus dem Jahre 1900

Der Zauberer von Oz ist ein Kinderbuch des US-amerikanischen Schriftstellers Lyman Frank Baum. Die Erzählung erschien 1900 unter dem Originaltitel The Wonderful Wizard of Oz (später auch unter dem Titel The Wizard of Oz) mit Illustrationen von William Wallace Denslow. Wegen des großen Erfolges schrieben Baum und andere Autoren zahlreiche Fortsetzungen. Die erste Übersetzung ins Deutsche erschien 1940 in der Schweiz.
Viele US-Amerikaner sind mit dieser Erzählung aufgewachsen und mit ihr so vertraut wie deutschsprachige Mitteleuropäer mit den Märchen von Hänsel und Gretel oder Rotkäppchen. Zu ihrem Bekanntheitsgrad und Wiedererkennungswert trugen vor allem die Verfilmungen bei, deren bekannteste mit Judy Garland in der Rolle der „Dorothy“ im Jahr 1939 entstand (Das zauberhafte Land).

## Handlung

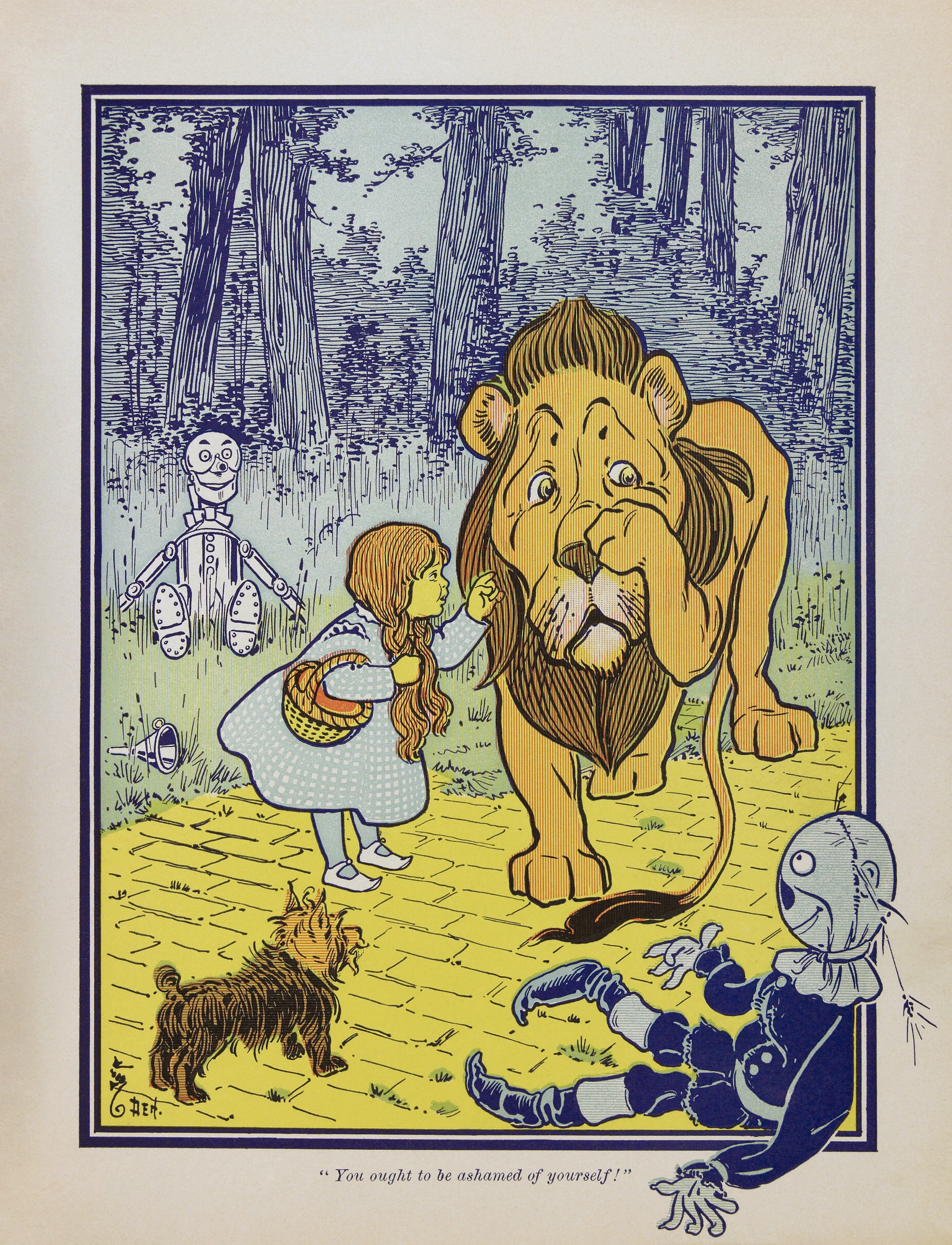
Dorothy trifft den Löwen – Illustration der ersten Ausgabe

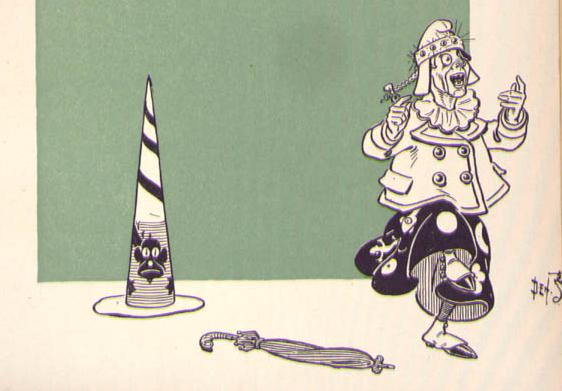
Die Böse Hexe des Westens

### Die Hauptfiguren der Geschichte
Hauptfiguren der Erzählung sind Dorothy Gale, ein junges Mädchen aus Kansas, ihr kleiner Hund Toto, die Vogelscheuche, die gerne Verstand hätte, der Blechmann, dem das Herz fehlt, und der Feige Löwe, dem der Mut fehlt. Die Gegenspieler von Dorothy und ihren Begleitern sind zahlreich. Zu ihnen zählen die Böse Hexe des Westens, Wölfe, Krähen, Bienen, die Geflügelten Affen, die der Goldenen Zauberkappe gehorchen müssen, Spinnen, Kampfbäume, Hammerköpfe und der titelgebende Zauberer von Oz selbst. Ebenfalls treten die Bewohner einer Porzellanstadt auf, die selbst alle aus Porzellan bestehen.

### Im Land der Munchkins
Dorothy lebt gemeinsam mit ihrem Onkel Henry, ihrer Tante Emmy und dem Hund Toto auf einer Farm in Kansas. Als ein Wirbelsturm die Region heimsucht, gelingt es Dorothy nicht mehr rechtzeitig, in den Sturmkeller zu flüchten. Der Wirbelsturm reißt das gesamte Farmhaus mit sich und mit ihm Dorothy und ihren Hund. Nach stundenlanger Reise setzt der Sturm das Haus auf einer Wiese im Land der Munchkins (manche Übersetzungen auch: Mümmler) ab und begräbt dabei die Böse Hexe des Ostens unter dem Haus. Diese herrschte bis dahin über die Munchkins.
Gemeinsam mit den Munchkins begrüßt die Gute Hexe des Nordens die gelandete Dorothy und überreicht ihr die Silberschuhe, welche die Böse Hexe des Ostens trug, als sie vom landenden Farmhaus erschlagen wurde. Um den Weg zurück nach Hause zu finden, rät die Gute Hexe ihr, auf dem gelben Ziegelsteinweg in die Smaragdstadt zu gehen und dort den Zauberer von Oz um Hilfe zu bitten. Zum Abschied küsst die Gute Hexe Dorothy auf die Stirn und verspricht ihr, dass dieser Kuss sicherstellen werde, dass keiner ihr Schaden zufügen könne.
Unterwegs auf dem Weg zur Stadt nimmt Dorothy die Vogelscheuche von dem Pfahl, an dem sie hängt; sie sorgt auch dafür, dass der Blechmann sich wieder bewegen kann, und ermutigt den Feigen Löwen, mit ihr in die Stadt zu reisen. Alle drei sind davon überzeugt, dass der Zauberer von Oz ihnen das geben werde, was sie sich am meisten wünschen: der Vogelscheuche Verstand, dem Feigen Löwen Mut und dem Blechmann ein Herz. Sie schließen sich daher Dorothy und ihrem Hund Toto an.

### In der Smaragdstadt
Als sie die Smaragdstadt erreichen, in der sie spezielle Brillen tragen müssen, um nicht vom Glanz der Stadt geblendet zu werden, dürfen sie nur einzeln vor den Zauberer von Oz treten. Jedem erscheint dieser in einer anderen Gestalt. Dorothy sieht ihn als gigantischen Kopf, die Vogelscheuche erblickt eine schöne Frau, dem Blechmann begegnet er als gefährliches Raubtier, und der Löwe sieht sich einem Ball aus Feuer gegenüber. Der Zauberer verspricht, jedem von ihnen zu helfen. Doch müssen sie zuerst eine Bedingung erfüllen: einer von ihnen muss die Böse Hexe des Westens töten, die über das Land Winkie herrscht. Gemeinsam mit ihren Begleitern macht Dorothy sich daher auf den Weg.
Die Böse Hexe des Westens sendet Wölfe, Krähen, Bienen, ihre Winkie-Soldaten und letztlich die mit Hilfe der goldenen Zauberkappe herbeibefohlenen Geflügelten Affen gegen Dorothy und ihre Begleiter. Die Geflügelten Affen nehmen Dorothy und den Feigen Löwen gefangen und zerstören die Vogelscheuche und den Blechmann.

### Im Palast der Bösen Hexe des Westens

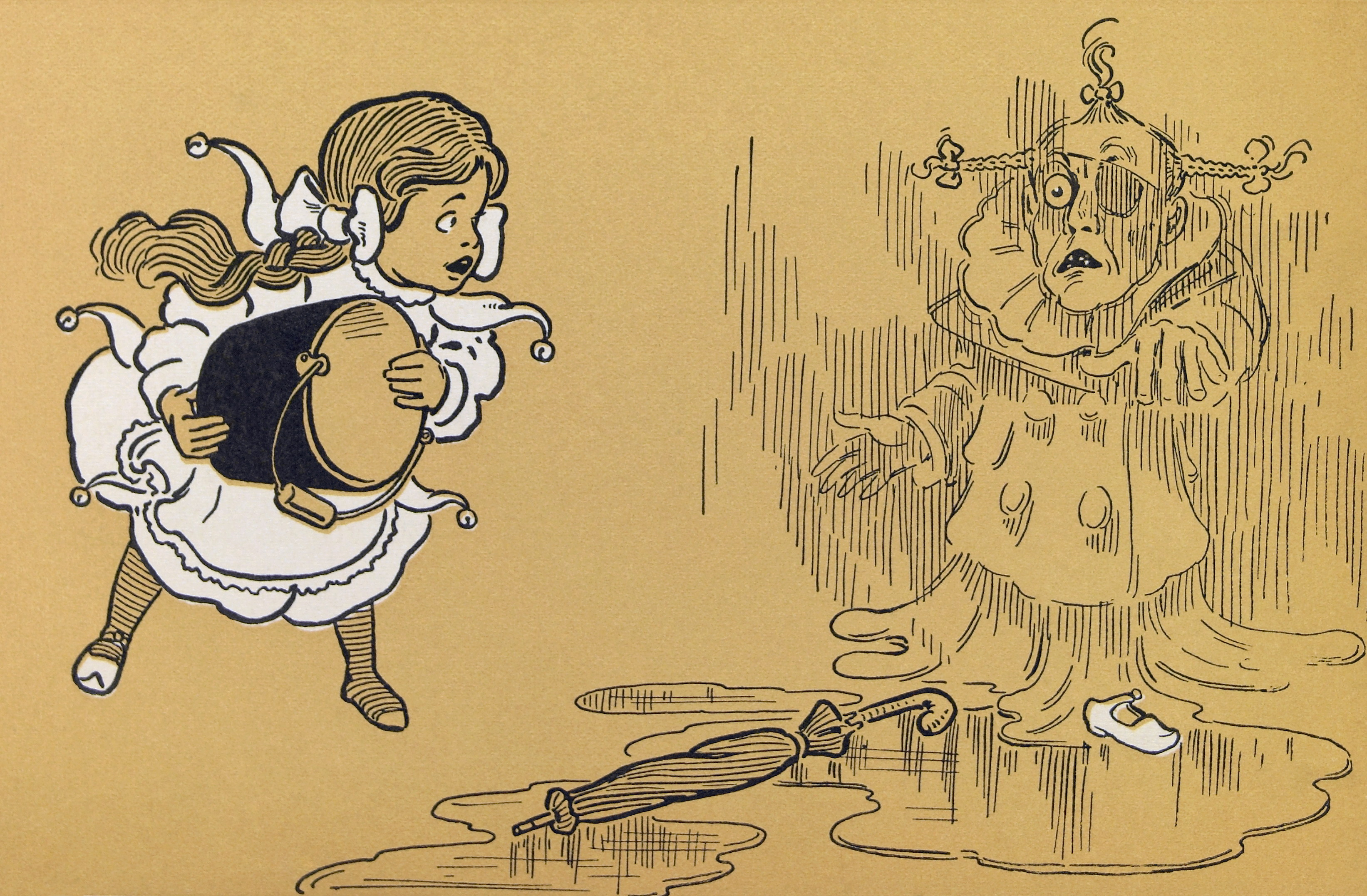
Illustration der Erstausgabe

Als Gefangene muss Dorothy als Dienstmädchen der Bösen Hexe arbeiten, und der Feige Löwe soll ihre Kutsche ziehen. Der Löwe allerdings verweigert seine Arbeit, auch wenn ihm als Strafe dafür kein Futter gegeben wird. Dorothy versorgt ihn jedoch heimlich nachts. Sie trägt immer noch die silbernen Schuhe, von denen magische Kräfte ausgehen. Mit einem Trick vermag es die Böse Hexe, an einen der Schuhe zu gelangen. Dorothy schüttet aus Zorn darüber der Hexe einen Eimer Wasser über den Kopf, worauf diese zerschmilzt. Die Winkies sind so erfreut, ihre Tyrannin durch Dorothy losgeworden zu sein, dass sie ihr helfen, die Vogelscheuche und den Blechmann wieder zusammenzusetzen. Vom Blechmann sind die Winkies so angetan, dass sie ihn bitten, ihr neuer Herrscher zu werden. Er nimmt das Angebot gerne an, will jedoch erst Dorothy helfen, nach Kansas zurückzukehren.

### Zurück in der Smaragdstadt
Mit Hilfe der Goldenen Zauberkappe ruft Dorothy die Geflügelten Affen herbei, die sie und ihre Begleiter zurück in die Smaragdstadt tragen. Der Zauberer von Oz versucht, sich der Begegnung mit ihnen zu entziehen, lässt Dorothy und ihre Begleiter jedoch in den leeren Thronsaal vor, als Dorothy mit den Geflügelten Affen droht. Im Thronsaal entpuppt sich der Zauberer von Oz als weiser, alter Mann, den eine Ballonfahrt von Omaha in das Reich Oz verschlagen hatte. Wegen seines ungewöhnlichen Transportmittels hielten die Einwohner ihn für einen mächtigen Magier. Als Zauberer von Oz begann er, sein Reich zwischen den Herrschaftsgebieten von Hexen zu regieren. Mit Hilfe von raffinierten Effekten trat er als mächtiger Magier auf.
Obwohl der Zauberer von Oz die Vogelscheuche, den Blechmann und den Feigen Löwen davon zu überzeugen versucht, dass ihnen weder Verstand, Herz, noch Mut fehle, sondern lediglich der Glaube an sich selbst, muss er jedem erst eine Scheinarznei verabreichen, damit sie wirklich überzeugt sind, dass sie die Eigenschaften besitzen, die sie während der bisherigen Handlung bereits gezeigt haben. Um sein Versprechen gegenüber Dorothy und Toto einzulösen, sie wieder nach Kansas zurückzubringen, muss er jedoch seinen alten Heißluftballon reaktivieren und mit ihnen fahren. Ein letztes Mal zeigt er sich den Einwohnern als mächtiger Magier und ernennt die Vogelscheuche aufgrund ihres Verstandes zu seinem Nachfolger. Dorothy allerdings verpasst die Abfahrt des Ballons, da sie ihren Hund einfangen muss.

### Der Weg nach Hause
Dorothy wendet sich nun an die Geflügelten Affen mit dem Wunsch, sie und Toto nach Hause zu tragen. Doch die Affen sind nicht in der Lage, die Wüste, die Oz umgibt, zu durchqueren. Die Bürger der Smaragdstadt raten Dorothy, sich an Glinda, die Gute Hexe des Südens zu wenden. Nach einer gefahrvollen Reise, bei der die Vogelscheuche, der Blechmann und der Feige Löwe noch einmal ihren Mut, ihren Verstand und ihr Herz unter Beweis stellen und der Löwe ein Königreich gewinnt, erreichen sie den Palast von Glinda, wo sie warmherzig empfangen werden. Erst Glinda verrät Dorothy, dass die silbernen Schuhe, die sie die ganze Zeit trug, magische Macht besitzen, sie nach Hause zu bringen. Unter Tränen trennt sich Dorothy von der Vogelscheuche, dem Blechmann und dem Feigen Löwen, die in ihr jeweiliges Königreich zurückkehren. Dorothy und Toto aber kehren nach Kansas zurück, wo sie freudig von ihrer Tante und ihrem Onkel in Empfang genommen werden. Ihr Onkel hat bereits ein neues Haus gebaut und Dorothy weiß, dass sie nicht mehr zurückkehren kann, da sie ihre silbernen Schuhe auf ihrer Rückreise, über der Wüste, verloren hat.

## Die Entstehungsgeschichte

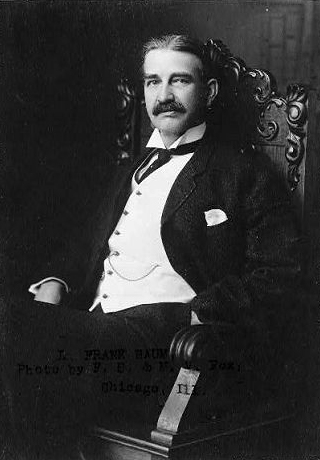
Lyman Frank Baum, Autor des Buches Der Zauberer von Oz

Der 1856 geborene Lyman Frank Baum verfolgte während seiner beruflichen Laufbahn unterschiedlichste Interessen. Er war erst als Geflügelzüchter erfolgreich, wurde dann Schauspieler und besaß kurzzeitig ein eigenes Theater, für das er die Stücke schrieb und in deren männlicher Hauptrolle er selbst auftrat. Im Oktober 1888 eröffnete er in Aberdeen, South Dakota einen Gemischtwarenladen, den er Baum's Bazaar nannte, den er aber im Januar 1890 wieder schließen musste. 15 Monate lang besaß er eine eigene Zeitung, bis er diese 1891 wegen wirtschaftlicher Erfolglosigkeit wieder einstellen musste und als Vertreter für einen Chicagoer Glas- und Porzellangroßhändler zu arbeiten begann.
Seine Schwiegermutter Matilda Joslyn Gage, eine prominente Frauenrechtlerin, die bereits als Herausgeberin aktiv gewesen war, erlebte während dieser Zeit, wie er eines Abends seinen Söhnen Kindergeschichten erzählte. Sie legte ihm nahe, die Geschichten aufzuschreiben und zu veröffentlichen, und machte ihm Hoffnung, dass er damit so erfolgreich sein würde wie Lewis Carroll mit seinem Buch Alice im Wunderland. Baum meldete tatsächlich am 17. Juni 1896 für zwei Sammlungen von Kindergeschichten Titelschutz an. Mother Goose in Prose, eine Sammlung von Kindergedichten, die von Maxfield Parrish illustriert war, wurde 1897 veröffentlicht. Das Buch war nur mäßig erfolgreich, und sein Verleger Chauncy L. Williams musste seinen Verlag aufgrund einiger wirtschaftlicher Fehlentscheidungen Anfang 1898 an einen anderen Verlag verkaufen, der dieses Buch nicht wieder auflegte.
Für Baum war jedoch der bescheidene Erfolg von Mother Goose in Prose der Anlass, seine Stelle als Handelsvertreter aufzugeben und gemeinsam mit seinem ehemaligen Verleger eine Zeitschrift für Schaufensterdekorateure zu gründen. Damit stand ihm der Chicagoer Presseklub offen, und er lernte dort William Wallace Denslow kennen, der als Künstler und Buchillustrator bereits einige Erfolge aufzuweisen hatte. Mit ihm gemeinsam schuf er das Bilderbuch Father Goose, his book, für das sie die Firma George M. Hill Company als Verleger gewinnen konnten. Die Erstauflage von 5700 Exemplaren des Father Goose war sehr schnell verkauft, das Buch wurde zum erfolgreichsten Bilderbuch des Jahres 1900 und die Rezensenten, zu denen auch Mark Twain gehörte, fanden viel Lob für dieses Buch, das sie mit den Büchern von Lewis Carroll und Edward Lear verglichen.
Der Erfolg war für den Verlag George M. Hill Company der Anlass, zwei weitere Bücher mit Gedichten von Baum zu veröffentlichen. The Army Alphabet und The Navy Alphabet wurden allerdings nicht von Denslow illustriert, sondern von Harry Kennedy.
Schon lange bevor Father Goose sich als kommerzieller Erfolg erwies, hatte Baum gemeinsam mit Denslow die Arbeit an einem weiteren Kinderbuch, dem späteren Zauberer von Oz begonnen. Auch dieses Buch, für das Baum lange Zeit keinen passenden Titel fand, sollte beim Verlag Hill erscheinen. Am 28. Mai 1900 erschienen die ersten gebundenen Exemplare, auch wenn das offizielle Copyright-Datum der August 1900 ist. Bereits nach 14 Tagen waren 5000 Bücher verkauft. In der Weihnachtssaison des Jahres 1900 war der Zauberer von Oz das am meisten gekaufte Kinderbuch.

## Wirkungsgeschichte

### Die ersten Reaktionen der Kritiker

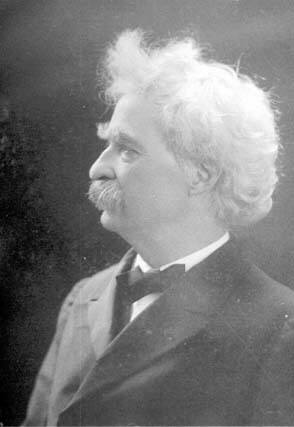
Mark Twain gehörte zu den ersten Rezensenten des Zauberer von Oz

Baum war bereits vor der Drucklegung fest davon überzeugt, ein ganz besonderes Buch geschaffen zu haben. Er schrieb den Zauberer von Oz bewusst als modernes Märchen, weil er die Geschichten der Brüder Grimm und Hans Christian Andersen zwar schätzte, aber sie wegen ihres literarischen Stils als nicht mehr zeitgemäß empfand.
Die Kritiken seines Buches waren unterschiedlich – wieder wurde es mit Lewis Carrolls Alice im Wunderland verglichen und nicht immer fiel der Vergleich zu Gunsten von Baum aus. Eine Reihe anderer Kritiker betonten jedoch, dass dieses Buch sich deutlich von den üblichen Kinderbüchern unterscheide. Das Minneapolis Journal erklärte das Buch am 18. November 1900 zur besten Kindergeschichte des Jahrhunderts.
Viele Rezensenten waren von den ungewöhnlich qualitätsvollen farbigen Illustrationen von Denslow beeindruckt und sahen sie als gleichwertig zu der Erzählung an. Die wenigen Besprechungen, die Baums spätere Bücher bei ihrem Erscheinen erhielten, als Baum längst nicht mehr mit Denslow zusammenarbeitete und farbige Illustrationen für Kinderbücher zum Standard geworden waren, weisen darauf hin, dass es tatsächlich die Illustrationen waren, die den Zauberer von Oz aus der Masse der Erscheinungen hervorhob und die Aufmerksamkeit der Kritiker auf dieses Buch lenkte.

### Der Zauberer von Ozim Vergleich zu anderen Kinderbüchern seiner Zeit
Baum verwendete in Der Zauberer von Oz einen klaren, schnörkellosen Stil und vermochte mit nur wenigen Sätzen, dem Leser die Atmosphäre zu vermitteln. 

„Wenn Dorothy von der Tür her in die Runde blickte, konnte sie nur sehen, was sie immer sah: die weite graue Prärie überall. Weder Baum noch Haus ragten aus der tellerflachen Landschaft empor, die bis zum Horizont reichte. Die Sonne hatte das gepflügte Land zu einer grauen Masse gebacken, die von kleinen Rissen durchzogen war. Nicht einmal das Gras war grün, denn die Sonne hatte die Spitzen der langen grünen Gräser verbrannt. Nun sahen sie so grau aus wie alles andere. Onkel Henry hatte das Haus vor Zeiten gestrichen, doch die Sonne hatte die Farben ausgebleicht. Und jetzt sah es genauso langweilig und grau aus wie die Umgebung.
Tante Em war ein hübsches Mädchen gewesen, als sie hierhergezogen war. Doch Sonne und Wind hatten auch sie verändert. Der Glanz war aus ihren Augen verschwunden. Nüchtern und grau blickten sie drein. Sie hatten auch das Rot der Wangen und Lippen gelöscht, grau waren auch sie. Dünn und hager sah sie aus und lächelte nie.“

Mit diesem Realitätsbezug unterschied sich Baums Erzählung insbesondere von den in den USA seinerzeit veröffentlichten Kinderbüchern, die häufig von der Moral der Sonntagsschulen geprägt waren, die in ihrer Erzählart sentimental waren, Kinder belehren und erziehen wollten. Für Cathleen Schine war die oben zitierte Passage aus dem ersten Kapitel später der Anlass, den Zauberer von Oz als einen „öden, flachen Schlag ins rosige Gesicht der Kinderliteratur“ zu nennen – was positiv gemeint war. Baums Schreibstil unterschied sich gleichfalls deutlich von dem weitschweifigeren, literarischeren Stil seiner Zeitgenossen, was dem Zauberer von Oz in den kommenden Jahrzehnten gelegentlich den Vorwurf einbrachte, schlecht geschrieben zu sein.
Trotz der häufigen Vergleiche zu Alice im Wunderland fiel keinem der zeitgenössischen Kritiker auf, wie „amerikanisch“ Dorothy im Vergleich zu Lewis Carrolls Figur der Alice war. Erst spätere Kritiker setzten sich ausführlich mit diesem Unterschied auseinander. Die Romanautorin Alison Lurie hielt in einer Besprechung für The New York Review of Books am 18. April 1974 fest, dass Alice ein typisches Kind der britischen oberen Mittelschicht sei:

„Alice [ist] viel mehr mit Fragen des Benehmens und des sozialen Status beschäftigt. Sie macht sich Gedanken darum, wie man eine Maus richtig anredet, und sie ist froh, nicht in einem winzigen Haus wohnen zu müssen. Dorothy lebt bereits in einem winzigen Haus. Demographen würden sie als ein Mitglied der ländlichen Unterschicht einordnen, aber sie setzt ihre Gleichheit mit allen, die sie kennenlernt, als selbstverständlich voraus.“

Carol Ryrie Brink, eine andere amerikanische Kinderbuchautorin, war eine der Ersten, die 1947 Baums Buch als eines der wenigen wirklich gelungenen amerikanischen Kinderbücher bezeichneten.

### Für Kinder ungeeignet?

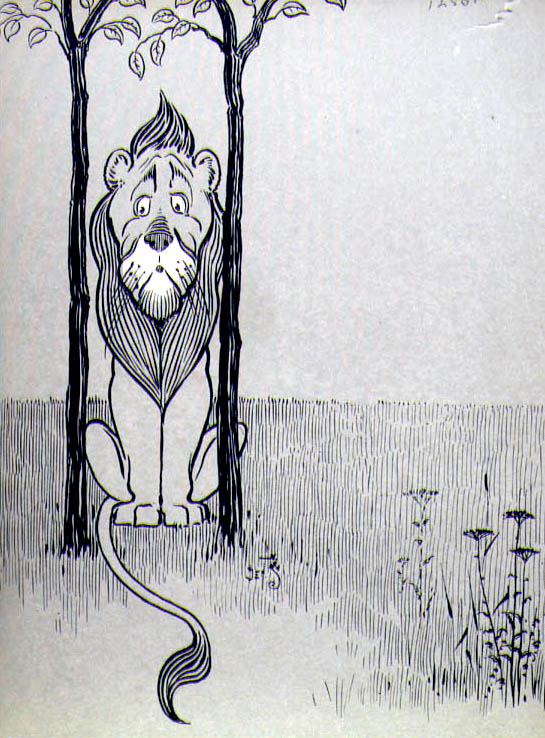
Der ängstliche Löwe, Illustration der Erstausgabe

Die Erhebung von Baums Erzählung zum amerikanischen Kinderbuchklassiker durch Carol Ryrie Brink fiel in eine Zeit, als Baums Buch bereits heftig umstritten war. Viele Bibliothekare und Kritiker bemängelten, dass das Buch schlecht geschrieben sei. Dazu trug zum einen Baums einfacher, gradliniger Stil bei, der sich deutlich von den eher literarischen Erzählungen eines Hans Christian Andersen, Kenneth Grahame oder eines Robert Louis Stevenson abhob. Zum anderen liebte Baum die Verwendung von Wortspielen, was von vielen Literaturkritikern als niveaulos und platt angesehen wurde.
Negativ wirkte sich außerdem aus, dass man in Baums Bücher eine politische Botschaft hineinlas. Bereits 1938 bemängelte ein Journalist in einem Artikel mit der Überschrift The Red Wizard of Oz, dass in den Bibliotheken der New York Public Library lediglich noch The Wizard of Oz, aber keines der weiteren Oz-Bücher zu finden sei. Als Ursache vermutete der Journalist, dass man Baums Beschreibung von Oz einer marxistischen Utopie gleichsetze. Diese Interpretation von Baums Werken verstärkte sich während der McCarthy-Ära. 1957 erläuterte der Leiter der Detroit Public Library, dass Baums Bücher nicht mehr öffentlich zugänglich aufbewahrt würden, sondern nur noch auf Anfrage ausleihbar wären. Er begründete dies damit, dass die Geschichten weder erbaulich noch erhebend, dass sie in ihrer Qualität schlecht seien, dass sie Negativismus förderten und längst bessere Kinderbücher zur Verfügung stünden. Im US-Bundesstaat Florida standen Baums Bücher ab 1959 auf einer Liste von Büchern, die von öffentlichen Büchereien weder verliehen noch angekauft oder über eine Schenkung angenommen werden dürften. Auch in Washington D.C. waren Baums Bücher bis 1966 nicht entleihbar.
Diese Einstellung hat sich in den letzten Jahrzehnten geändert. Dazu hat nicht unwesentlich beigetragen, dass das MGM-Musical von 1939 ab 1956 jährlich im US-Fernsehen ausgestrahlt wurde und sich damit der Film und das Buch im Bewusstsein der US-amerikanischen Öffentlichkeit als Klassiker etablierten. 1961 erschien ein erster längerer Essay über den Autor Baum in einem angesehenen Literaturmagazin, 1990 widmete sich ein Fernsehfilm dem Autor Baum, und zum hundertjährigen Erscheinungsjubiläum des Zauberer von Oz im Jahre 2000 richtete die US-amerikanische Library of Congress eine Ausstellung zu Ehren von Baum und dem Zauberer von Oz aus.
Trotzdem entschied noch 1986 ein Bundesrichter in Greeneville, Tennessee, dass es gegen die Verfassung verstoße, wenn fundamentalistische Christen in der Schule zum Lesen des Zauberer von Oz gezwungen würden. Die Geschichte vom Zauberer von Oz sei antichristlich, weil sie gute Hexen beschreibe, die Bibel nicht kenne und weil sie die Auffassung vertrete, dass Intelligenz, Liebe und Mut vom Individuum selbst entwickelt werden könnten, statt sie als gottgegeben anzusehen. Diese Auffassung wird von den meisten christlichen Richtungen jedoch nicht geteilt. So wählte beispielsweise 1996 eine Vatikan-Kommission der katholischen Kirche die MGM-Verfilmung des Buches in die nur fünfundvierzig Filme zählende Filmliste des Vatikans mit der Begründung, dass dieser Film die Perspektive der Kirche repräsentiere.

### Wirkung auf andere Schriftsteller

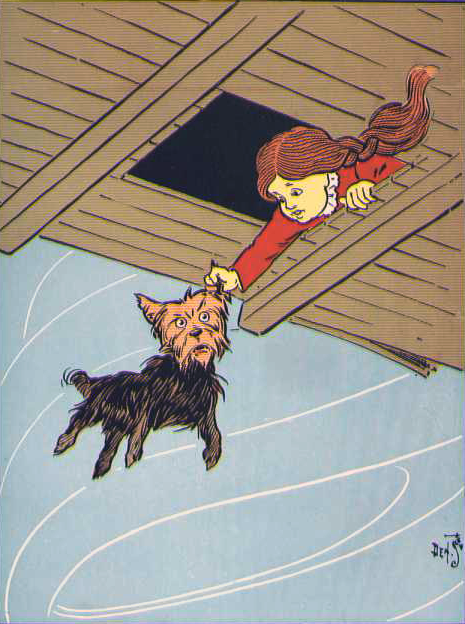
Illustration der Erstausgabe

Eine ganze Reihe von Schriftstellern sind Verehrer dieses Kinderbuches. Zu ihnen zählen beispielsweise James Thurber, F. Scott Fitzgerald, Gore Vidal, John Updike und Salman Rushdie.
Viele Science-Fiction-Autoren haben seit Erscheinen des Buches ihre Wertschätzung gegenüber diesem Werk zum Ausdruck gebracht. Robert A. Heinlein bezieht sich beispielsweise in seinen Büchern mehrfach auf Baums Bücher. So lässt Heinlein seine marsianische Heldin in Bürgerin des Mars (1963) sagen, dass ihre Vorstellungen von der Erde vorwiegend aus den Oz-Geschichten stammen. In Keith Laumers The Other Side of Time spaltet sich 1814 die Erde in zwei Paralleluniversen, und in beiden schreibt ein Lyman F. Baum ein Buch mit dem Titel Zauberer von Oz. In Ray Bradburys Geschichte Die Verbannten aus der Erzählung Der illustrierte Mann gehört L. Frank Baum zu den verbotenen Schriftstellern, der gemeinsam mit Literaturgrößen wie Edgar Allan Poe, Charles Dickens, Henry James und Nathaniel Hawthorne auf den Mars verbannt wird, während auf der Erde ihre Bücher verbrannt werden.
Parodistisch verwendet wird der Zauberer von Oz unter anderem von Terry Pratchett in Total verhext.
Tad Williams widmet dem Zauberer von Oz eine eigene VR-Simulation im zweiten Teil seines vierbändigen Romans Otherland. Der Strohmann, der Blechmann und der Löwe treten hier als böse und angsteinflößende Wesen auf; ihre ursprünglichen Eigenschaften hat Williams ins Negative verdreht. Als Reminiszenz an Dorothy kann die Figur der Emily verstanden werden: ein vielfach repliziertes Klonwesen, das die Weiten des Zauberlandes bevölkert und als „Menschenmaterial“ missbraucht wird.
Stephen King verwendet Motive aus dem Zauberer von Oz an verschiedenen Stellen in seinem Werk. So zieht sich Der Große und Schreckliche Oz wie ein bedrohliches, ständig präsentes Leitmotiv durch seinen Roman Friedhof der Kuscheltiere. In seinem Romanzyklus Der Dunkle Turm wird mehrfach auf den Zauberer von Oz Bezug genommen, insbesondere im vierten Band Glas, in dem sich die Gefährten der Suche in einem Smaragdpalast einer Figur stellen müssen, die sich als der Zauberer von Oz ausgibt.
Der in Kanada geborene Schriftsteller Geoff Ryman verbindet in seinem Roman Was (1992, bislang nicht auf Deutsch erhältlich) eine sehr freie Neuerzählung der Geschichte von Dorothy aus Kansas und die der Schauspielerin Judy Garland, Darstellerin der Dorothy in der Verfilmung von 1939, zu einem bewegenden Drama.
In eine etwas zeitgenössischere Sprache, versehen mit einem alternativen Ende, kleidete der österreichische Kinderbuchautor Martin Auer 1992 den Oz-Stoff. Auers Neufassung, farbig illustriert von Grafiker Christoph Eschweiler, erschien im Weinheimer Verlag Beltz & Gelberg.
Die Zauberland-Reihe von Alexander Melentjewitsch Wolkow und weiteren Autoren nimmt Baums Stoff als Ausgangspunkt für eine literarisch eigenständige Fortsetzung.
In Gregory Maguires Roman Wicked – Die Hexen von Oz. Die wahre Geschichte der bösen Hexe des Westens wird die politisch unruhige Zeit, bevor Dorothy nach Oz kommt, beschrieben. Er begleitet die grünhäutige Elphaba von ihrer Geburt über ihre Schulzeit, ihre Arbeit im Untergrund gegen den Zauberer von Oz bis zu ihrer Herrschaft im Westen und ihrem Tod. Dabei wird die böse Hexe des Westens als missverstandener, eigentlich guter Mensch mit Sehnsüchten und Wünschen und Hoffnungen betrachtet.
Seit 2004 ist Wicked – Die Hexen von Oz auch als Musical am Broadway und seit Herbst 2006 in London zu sehen. Im November 2007 startete das Musical in Stuttgart, im März 2010 in Oberhausen.

### Der Zauberer von Ozals Allegorie
Die Vertrautheit mit den Figuren und der Handlung führte dazu, dass gelegentlich in US-amerikanischen Geschichts-, Psychologie- oder Wirtschaftsbüchern Figuren und Handlungsbestandteile dieser Erzählung verwendet werden, um historische Abläufe, Ideen und die Motivation von Personen zu erläutern. Der Autor Baum hat immer bestritten, dass seine Erzählung für irgendetwas eine Allegorie darstelle. Die Person des Zauberers von Oz ist dem damals in den USA populärsten Zauberkünstler Harry Kellar nachempfunden, was sich äußerlich in den Illustrationen von Denslow niedergeschlagen hat.

#### Verwendung in Psychologie- und Religionsbüchern
Der Psychologe Sheldon B. Kopp nutzte in einem Artikel, der 1970 in Psychology Today erschien, die Handlung der Erzählung, um den Prozess zu erläutern, den Patienten während einer psychologischen Therapie durchlaufen. Diese Idee wurde von der Psychologin Madonna Kolbenschlag in ihrem Sachbuch Lost in the Land of Oz noch ausführlicher aufgegriffen. Sie verwendet beispielsweise den Begriff „Dorothy-Muster“ für den Wandlungsprozess, den Frauen häufig erleben. Für sie symbolisiert Dorothy ein Wesen, „… das lernt, indem es weggeht, und dort hingeht, wo es hingehen muss, für das es keine Vorbilder und wenige Mentoren gibt, das sich von den meisten Systemen, die von der dominanten männlichen Kultur geschaffen werden, entfremdet fühlt.“
In seinem Buch The Zen of Oz: Ten Spiritual Lessons from Over the Rainbow untersuchte Joey Green Parallelen zwischen dem Zauberer von Oz und dem Zen-Buddhismus. Tatsächlich war Baum mit den Grundprinzipien des Buddhismus sehr gut vertraut, da seine Schwiegermutter, die einen großen Einfluss auf ihn ausübte, sich sehr für östliche Religionen interessierte. Andere Autoren nutzten die Erzählung Der Zauberer von Oz, um Abläufe in Europa vor dem Ausbruch des Zweiten Weltkriegs zu verdeutlichen, obwohl das Buch fast 40 Jahre vor dessen Beginn publiziert wurde.
Als „Flying Monkeys“ werden in Anlehnung an die geflügelten Affen auch Personen bezeichnet, die von Narzissten oder anderen Personen mit psychopathischen Störungen eingesetzt werden, um ihre Opfer zu manipulieren oder zu drangsalieren.

#### Der Zauberer von Ozals Allegorie auf die Situation der USA vor 1900
Eine der hartnäckigsten Theorien unterstellt, dass Baum seine Erzählung als Allegorie auf die politischen und ökonomischen Verhältnisse der USA zu Ende des 19. Jahrhunderts schrieb. Diese Idee wurde und wird sowohl von Literaturwissenschaftlern als auch von Nachfahren Baums lebhaft bestritten.
Diese Idee ist auf das Jahr 1963 zurückzuführen, als der Geschichtslehrer Henry Littlefield begann, seine Geschichtsstunden über die Geschichte der USA im späten 19. Jahrhundert mit der Verwendung von Charakteren und Handlungen aus dem Zauberer von Oz lebendiger und spannender zu gestalten. Gemeinsam mit seinen Schülern suchte er nach Parallelen zwischen der Handlung der Erzählung und historischen Ereignissen vor 1900. 1964 publizierte er die von ihm und seinen Schülern gefundenen Parallelen in einem Artikel in der Zeitschrift American Quarterly. Littlefield stellte niemals die Behauptung auf, dass Baum bewusst diese Themen in seiner Erzählung einbaute, verwies aber darauf, dass das Buch 1900 veröffentlicht wurde und Baum als politisch interessierter Mensch und Journalist mit der wirtschaftlichen und politischen Situation der USA seiner Zeit wohl vertraut gewesen sei.
In den Folgejahren fand diese Idee eine Reihe von Nachahmern, die Littlefields Parallelen aufgriffen und weiter ausbauten. Dabei verfestigte sich zunehmend die Idee, dass Baum seine Erzählung tatsächlich als politische Allegorie auf seine Zeit schrieb und damit beispielsweise den republikanischen Präsidenten William McKinley mit seiner Geldpolitik angriff. Literaturwissenschaftler, die sich ausführlicher mit Baums politischen Ansichten auseinandergesetzt haben, bestreiten das. Aufgrund von Baums journalistischer Tätigkeit lässt sich belegen, dass Baum eher einer republikanischen Gesinnung zugeneigt war. Als Unterstützer von McKinley stehen Baums politische Grundüberzeugungen in klarem Widerspruch zu den publizierten Auslegungen des Buches.

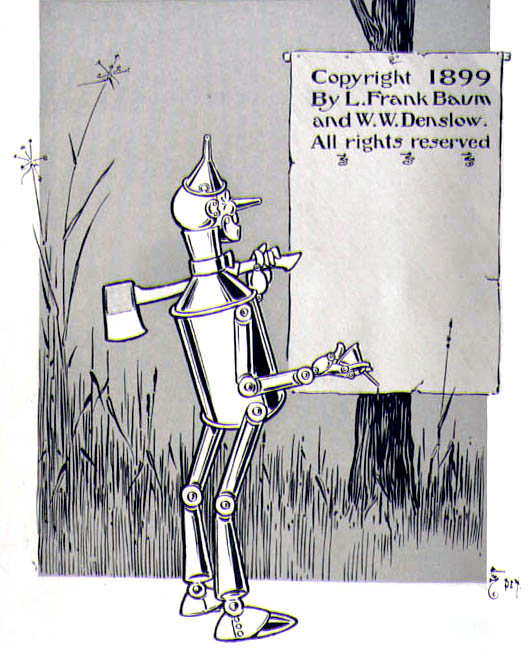
Illustration der Originalausgabe

Zu den häufig zitierten Allegorien zählen beispielhaft die folgenden:
- Die etwas warmherzige, gradlinige Dorothy symbolisiert die US-amerikanische Bevölkerung.
- Die Böse Osthexe steht für den finanziellen Einfluss der Ostküste, wo die Großbanken und -unternehmen beheimatet waren. Die Unterdrückung der Munchkins symbolisiere daher die Unterdrückung des durchschnittlichen Amerikaners durch diese Wirtschaftskreise.
- Die Vogelscheuche stellt den amerikanischen Farmer dar, dem zwar eine geringe Bildung nachgesagt wird, der jedoch viel pragmatischen Verstand besitzt.
- Der Blechmann repräsentiert die in der US-amerikanischen Industrie beschäftigten Arbeiter. Diesen werde zwar Herzlosigkeit unterstellt; in Wirklichkeit zeichneten sie sich durch eine starke Kooperationsbereitschaft aus.
- Der Feige Löwe steht für die Reformer unter den US-amerikanischen Politikern, und zwar insbesondere für William Jennings Bryan.
- Der Zauberer von Oz symbolisiert wie die Böse Hexe des Ostens die politisch und wirtschaftlich einflussreichen Kreise innerhalb der USA. Obwohl sie in dem Ruf großer Macht stehen und hohes Ansehen genießen, sind sie letztlich nur Scharlatane und mehr armselig als beeindruckend. Besonders diese Darstellung wird als Beispiel für Baums Überzeugung angesehen, das Herz der USA sei in der Arbeiterklasse und ihrem Wertesystem zu finden. Der Zauberer von Oz sei daher als Darstellung des Präsidenten William McKinley zu verstehen.

Auch Ereignisse der weiteren Oz-Bücher, die Baum nach dem Erfolg von Der Zauberer von Oz schrieb, werden auf diese Weise interpretiert und gelegentlich als Beleg verwendet, dass Baum sich sehr wohl mit diesen Büchern auf die aktuelle wirtschaftliche Situation beziehe. Ein häufig dafür herangezogener Beweis ist das sechste Buch der Oz-Serie (The Emerald City of Oz), in dem Onkel und Tante von Dorothy, die sich wirtschaftlich nie wieder von den Sturmschäden des Tornados erholten, aufgrund von Schulden ihre Farm an eine Bank verlieren. Dorothy führt ihre Verwandten nach Oz, wo es keine Armen gibt. Niemand arbeitet für einen Lohn, sondern jeder nur für den Nutzen der Gemeinschaft. Alle Produktionsmittel gehören der Prinzessin Ozma von Oz, die dafür sorgt, dass jeder nach seinen Bedürfnissen versorgt werde.

### Weiteres
Aufgrund des großen Erfolgs baute Baum den Zauberer von Oz zu einer Serie rund um das Land Oz aus. Auch andere Autoren griffen die Geschichte auf, um sie in weiteren Erzählungen fortzuspinnen. So nutzte beispielsweise der russische Autor Alexander Melentjewitsch Wolkow Baums Vorlage, um daraus seine mehrbändige und durchaus eigenständige Saga rund um den Zauberer der Smaragdenstadt zu entwickeln, indem er neue Figuren und Handlungsstränge hinzuerfand.

## Die Illustration von Denslow

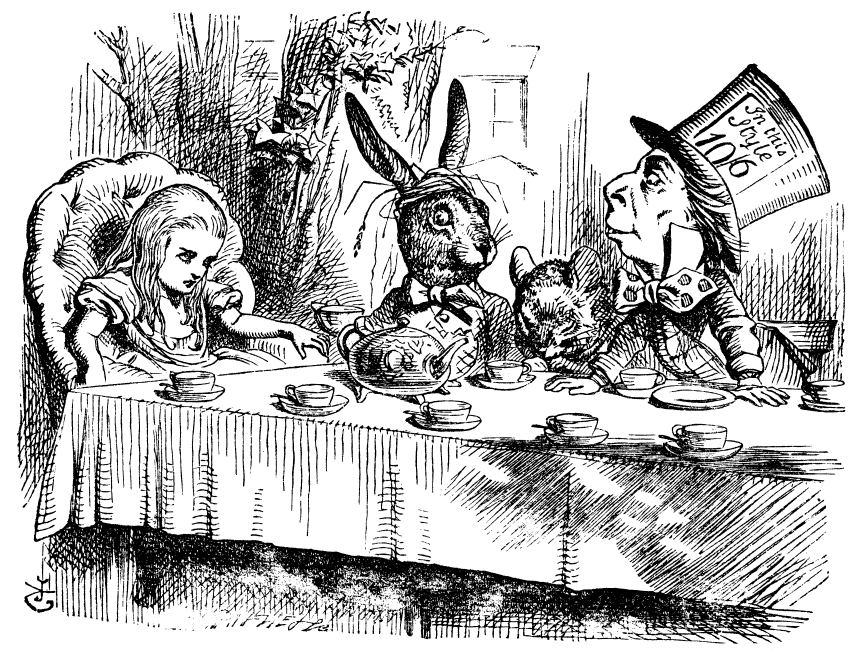
Illustration von John Tenniel zu Alice im Wunderland aus dem Jahre 1865 – die meisten Kinderbücher des 19. Jahrhunderts waren mit solchen schwarzweißen Zeichnungen illustriert

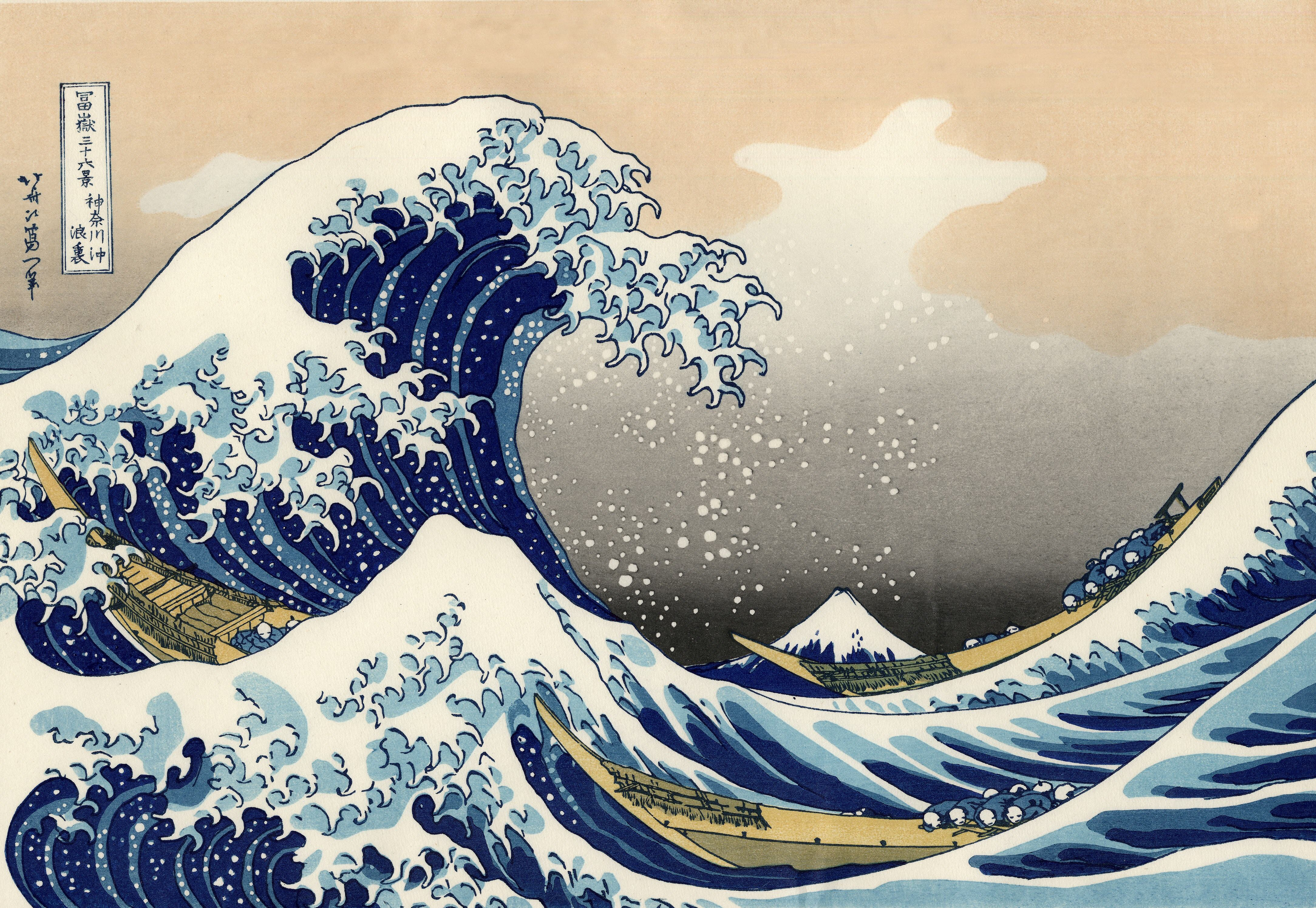
Denslow war wie viele seiner Zeitgenossen vom Japanischen Farbholzschnitt beeinflusst. Hier ist der Holzschnitt von Katsushika Hokusai Die große Welle vor Kanagawa (ca. 1830) abgebildet

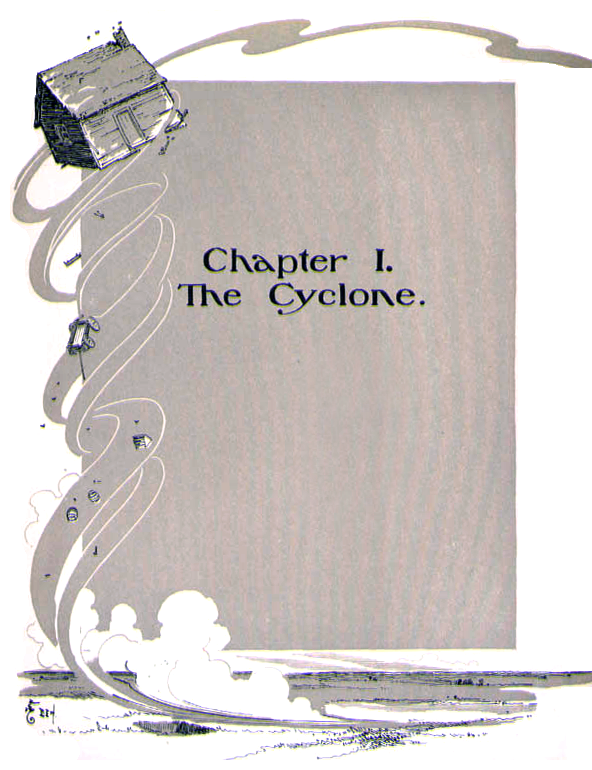
Titelseite zu Kapitel 1 von Denslow

Das Buch Der Zauberer von Oz unterschied sich vor allem durch seine ungewöhnlich prachtvollen und dem Kunststil der Jahrhundertwende entsprechenden Illustrationen von anderen Kinderbüchern seiner Zeit. Kinderbücher, die in dieser Zeit verlegt wurden, waren meistens mit schwarzweißen Zeichnungen versehen, die häufig nur skizzenhaft waren.
Der Herstellungsprozess für das Buch war aufgrund der Illustrationen sehr aufwändig. Für die Farbtafeln in der Mitte des Buches waren vier Druckplatten erforderlich. Die erste war eine Zinkradierung, die als sogenannte „Schwarzplatte“ gedruckt wurde, und hinzu kamen drei Holzschnitte, die jeweils in Rot, Gelb und Hellblau gedruckt wurden. Für die Illustrationen im Text wurden gleichfalls Zinkradierungen verwendet, die mit einem erst 1879 patentierten Druckverfahren farbig gedruckt wurden.
Denslow war als Künstler stark vom Japanischen Farbholzschnitt beeinflusst. Seit dem Jahre 1850 waren japanische Farbholzschnitte mit besonders hohem technischen und künstlerischen Niveau in großer Stückzahl nach Europa gelangt, hatten dort vor allem Impressionisten wie Claude Monet und Edgar Degas geprägt und über die europäischen Künstler auch die nordamerikanischen Künstler beeinflusst. Denslows Arbeiten weisen mit dem kräftigen schwarzen Strich, den kompakten Farbflächen, der Konzentration auf das Wesentliche und den klar aufgebauten Strukturen die Beeinflussung durch die Japanische Kunst auf. Deutlich zu erkennen ist aber auch die Prägung durch den Jugendstil.
Kunstkritiker zählen die Illustrationen, die Denslow für den Zauberer von Oz schuf, zu seinen besten Arbeiten, und der Kunstkritiker J.M. Bowles erklärte Denslow 1903 zum „Impressionisten für die Kleinen“, der alles Unwesentliche aus seinen Zeichnungen verbanne. Auch viele der Rezensenten begeisterten sich an den Bildern, lobten diese mitunter mehr als den Text oder führten den Erfolg des Buches überwiegend auf sie zurück.
Kritisiert wurde gelegentlich die wenig kindliche Zeichnung von Dorothy durch Denslow. Auch Baums spätere Äußerungen und die Briefe seiner Frau Maud lassen darauf schließen, dass Baum diese Einschätzung teilte. Jahre später schrieb er, dass ein Autor nur selten mit der Illustration seiner Figuren einverstanden sei, da sie selten mit seiner Vorstellung übereinstimme.
Die Zusammenarbeit zwischen Denslow und Baum endete 1901 aufgrund von Auseinandersetzungen im Rahmen der von Baum geplanten musikalischen Revue The Wizard of Oz. Rivalitäten hatten zwischen den zwei Künstlern bereits seit dem großen Erfolg von Father Goose bestanden. Als ihr gemeinsamer Verleger bankrottging, war es für sie einfach, die Zeit ihres gemeinsamen Schaffens zu beenden.

## Übersetzungen
Der Zauberer von Oz wurde in mehr als vierzig Sprachen übersetzt; dabei wurde die Erzählung immer wieder den lokalen Gegebenheiten angepasst. So tritt in einigen hinduistischen Ländern eine Schlange anstelle des Blechmanns auf.
Die erste autorisierte Übersetzung erfolgte erst 1932 und war eine Übersetzung ins Französische. Erst mit dem Erfolg des MGM-Musicals 1939 stieg die Anzahl der Sprachen, in die der Zauberer von Oz übersetzt wurde, deutlich an.
1939 wurde Der Zauberer von Oz als Волшебник Изумрудного города (Der Zauberer der Smaragdenstadt) erfolgreich in der Sowjetunion veröffentlicht. Der Autor Alexander Wolkow wählte dabei den Weg einer Nacherzählung, wobei er das Buch auch größeren redaktionellen Änderungen unterwarf und beispielsweise ein Kapitel hinzufügte, in dem Dorothy (die in Wolkows Interpretation den Namen Elli trägt) von einem Menschenfresser entführt wird. Da alle anderen Tiere des Zauberlandes sprechen können, kann auch ihr Hund Totoschka sprechen. Des Weiteren ist der Holzfäller aus Eisen, da dieses bekanntlich das einzige Material ist, das rostet.
Nach dem Erfolg der Neuausgabe von 1959 schrieb Wolkow fünf Fortsetzungen. Nach seinem Tode setzten weitere Autoren die Zauberland-Reihe fort. Für die sechs Wolkow-Bücher schuf der russische Grafiker Leonid Wladimirski aquarell-ähnliche Zeichnungen. Anders als in den US-amerikanischen Illustrationen, die von W.W. Denslow geschaffen wurden, ist beispielsweise die vom russischen Illustrator Leonid Wladimirski gezeichnete Vogelscheuche eine kleine und rundliche Figur. Mit seiner grafischen Interpretation prägte Wladimirski die visuelle Wahrnehmung der Wolkow-Bücher in der Sowjetunion, der DDR und anderen Ländern.
Die erste deutsche Übersetzung erfolgte 1940. In der DDR wurde vor allem die Übersetzung der russischen Nacherzählung von Alexander Wolkow Der Zauberer der Smaragdenstadt und deren Fortsetzungen bekannt. Eine DDR-Ausgabe des Originals erschien erst 1988. In der Bundesrepublik Deutschland erschien das Buch erstmals 1964. Bei den Übersetzungen tat man sich vielfach mit den englischen Eigennamen schwer. Der „Zauberer von Oz“ wurde zum „Zauberer von Oos“ beziehungsweise „vom Ozenreich“. Bis in die 1990er Jahre hinein wurde auf die Zeichnungen Denslows in Deutschland verzichtet.
Den Übersetzungen gelingt es in unterschiedlichem Maße, den Charme der Erzählung von Baum wiederzugeben. So lautet die Übersetzung des Buchanfangs bei Alfred Könner aus dem Jahre 1996:
Die Übersetzung von Freya Stephan-Kühn aus dem Jahre 2001 weicht in kleinen Passagen davon ab:
Auch Übersetzungen, denen es gelingt, den schnörkellosen Stil von Baums Originalversion auch im Deutschen beizubehalten, sind meistens nicht in der Lage, die Wortspiele Baums zu übersetzen. So spricht die Vogelscheuche in Alfred Könners Übersetzung mit krächzender Stimme. Im englischen Original hat die im Maisfeld stehende Vogelscheuche „a rather husky voice“ – „husky“ bedeutet nicht nur heiser, sondern beinhaltet auch das Wort „husk“, mit dem das Hüllblatt des Mais bezeichnet wird. Kinder mögen im Allgemeinen solche Wortspiele, die ihre Sprachfähigkeit herausfordern und von ihnen geistige Beweglichkeit erfordern. Heutige Literaturkritiker lehnen dagegen reine Wortspiele, die auf zufälligen klanglichen Ähnlichkeiten beruhen, eher ab. Baum liebte Wortspiele und verwendete sie in seinen Büchern häufig – das mag zu der Kritik beigetragen haben, seine Bücher seien schlecht geschrieben (siehe auch Absatz Für Kinder ungeeignet?)

## Verfilmungen
Die Erzählung wurde mehrfach sowohl für die Schauspielbühne als auch für den Film adaptiert. Eine erste Musical-Variante wurde bereits 1902 erstmals aufgeführt und erwies sich als sehr erfolgreich. Baum selber produzierte 1917 einen ersten Film, der die Erzählung zum Inhalt hat, und in einer Filmversion mit dem Titel Auf nach Illustrien von 1925 spielte Oliver Hardy den Blechmann.
Die bekannteste Verfilmung ist The Wizard of Oz von 1939 mit der jungen Judy Garland als Dorothy, die in Deutschland auch unter dem Titel Das zauberhafte Land bekannt ist. Dieser mit großen Problemen wie dem Austausch von Regisseuren produzierte Film war einer der ersten amerikanischen Farbfilme und zählt bis heute in den USA zu den bekanntesten Filmen überhaupt. Der Bekanntheitsgrad der Figuren und Handlung ist daher auch eher auf diese Verfilmung als auf das Buch zurückzuführen. Die Musiknummern aus diesem Film, zu denen beispielsweise Over the Rainbow zählt, sind bis heute Ohrwürmer. Im Film wurden die silbernen Zauberschuhe durch optisch auffälligere rote Paillettenpumps ersetzt. Diese Pumps erzielten 1988 auf einer Versteigerung $ 165.000 und im Mai 2000 sogar $ 666.000. Eine der bekanntesten Szenen des Films zeigt die Munchkins, wie sie um das Farmhaus tanzen, das die Böse Hexe des Ostens erschlagen hat und von der nur noch die roten Schuhe unter dem Haus herausragen. Diese Szene hat im englisch-sprachigen Raum wesentlich zu der Assoziation von roten Schuhen und Hexen beigetragen. Vor diesem Hintergrund ist es auch zu sehen, dass der Autor Terry Pratchett eine seiner Scheibenwelt-Hexen mit roten Schuhen ausstattete. Auch im deutschsprachigen Raum ist diese Assoziation umgesetzt worden. So hat die böse Hexe Rabia in Bibi Blocksberg einen Fetisch für rote Schuhe.
Die 1971 erschienene türkische Verfilmung Ayşecik ve sihirli cüceler rüyalar ülkesinde (dt.: Die kleine Aysche und die sieben Zwerge im Land der Träume) kombiniert Schneewittchen und den Zauberer von Oz. Als Alternativtitel hat sich für den Film The Turkish Wizard of Oz etabliert. Der Film wird für das niedrige Budget der Filmaufnahmen und seine manchmal sinnlosen Filmszenen und geringe Werktreue kritisiert, wird aber immer wieder als sehr unterhaltsam beschrieben, manchmal auch als die „albernste, aber die unterhaltsamste Verfilmung“. Darüber hinaus wird in den diversen Filmkritiken immer wieder angemerkt, dass die Vogelscheuche in der türkischen Version expliziter homosexuell wirke als in den Hollywoodversionen. Dorothy heißt in dieser Version Ayşecik (Die kleine Aysche), weil die Hauptdarstellerin, der in diesem Film 17-jährige ehemalige Kinderstar Zeynep Değirmencioğlu, in allen ihren Filmen Die kleine Aysche hieß.
Der 1974 erschienene Spielfilm Zardoz (Hauptdarsteller Sean Connery) erzählt vom Herrscher Zardoz, der sich als „Scharlatan“ basierend auf dem Wi – ZARD – of – OZ entpuppt.
Oz – Eine fantastische Welt ist ein US-amerikanischer Fantasyfilm aus dem Jahr 1985, dessen Geschichte im Herbst des Jahres 1899 spielt. Der Film basiert auf den beiden Romanen Im Reich des Zauberers Oz und Ozma von Oz von Lyman Frank Baum und setzt die Handlung des MGM-Musicalfilms Der Zauberer von Oz fort.
1986 wurde in Japan mit „Ozu no Mahōtsukai“ (オズの魔法使い) eine Zeichentrick-Version mit insgesamt 52 Folgen erstausgestrahlt. Produziert wurde es vom Nippon Animation Studio, welches auch andere berühmte Kinderbuch-Klassiker (unter anderem Betty und ihre Schwestern, Das Dschungelbuch, Heidi, Die Schatzinsel) umsetzte. In Deutschland lief die Anime-Serie unter dem Titel „Im Land des Zauberers von Oz“ in den 1990er Jahren beim Privatsender RTL2. Es wurden darin außer dem ersten Oz-Roman auch die fortführenden Romane wie „Im Reich des Zauberers Oz“, „Ozma of Oz“ und „Dorothy in der Smaragdenstadt“ behandelt.
2004 wurde Der Zauberer von Oz mit den Muppets verfilmt. Die Rolle der Dorothy wurde in Muppets: Der Zauberer von Oz von Ashanti Douglas gespielt.
Im Dezember 2007 realisierten RHI Entertainment und der Fernsehkanal SciFi Channel die dreiteilige US-Miniserie Tin Man als überarbeitetes, modernes, sich aber weitgehend an das Buch haltendes Science Fiction/Fantasy-Märchen unter der Regie von Nick Willing mit den Schauspielern Zooey Deschanel, Richard Dreyfuss, Alan Cumming, Raoul Trujillo, Neal McDonough und Kathleen Robertson. In Deutschland wurde die Serie 2009 als gekürzter Zweiteiler (Originalversion USA: drei Teile) auf SciFi ausgestrahlt. Auch die deutschen DVD- und BluRay-Versionen werden, anders als zum Beispiel in Großbritannien, als von 279 Minuten auf 178 Minuten geschnittene Version verkauft.
Als erwachsene Kinderbuchautorin gibt Regisseur Leigh Scott die Figur der Dorothy Gale in seinem 2011 erschienenen Film Die Hexen von Oz aus. Die Kinderbuchautorin Dorothy schreibt über Geschichten im Oz-Land und muss im New York der Gegenwart erkennen, dass sie ihre vermeintlich erfundenen Geschichten, die sie zu Papier bringt, als Kind tatsächlich selbst erlebt hat, wobei ihre Erinnerung daran lediglich unterdrückt war.
Ebenfalls 2011 erschien die Zeichentrick-Version Tom and Jerry & The Wizard of Oz bei Warner Brothers mit einer Länge von 57 Minuten, in Farbe und Format 16:9. Hier werden die bekanntesten Musiknummern der klassischen Verfilmung verwendet. Auch die gezeichneten Charaktere entsprechen den klassischen Figuren weitestgehend.
Im Frühjahr 2013 kam Die fantastische Welt von Oz in die Kinos, ein von Walt Disney produziertes Prequel zum Zauberer von Oz. In der Titelrolle als Oscar Diggs ist James Franco zu sehen. In weiteren Rollen sind Mila Kunis als die böse Hexe des Westens, Michelle Williams als Glinda und Rachel Weisz als Evanora, die Böse Hexe des Ostens zu sehen. Regie führte Sam Raimi.
2017 entstand der russische Trickfilm Urfin, der Zauberer von Oz. Er basiert im Wesentlichen auf Alexander Wolkows zweitem Buch Der schlaue Urfin und seine Holzsoldaten. Aber: Während bei Wolkow das Mädchen (mit dem Hund Totoschka) Elli heißt, heißt sie in der deutschen Version dieses Trickfilms – wie bei Baum – Dorothy. Allerdings ist es eine Dorothy von heute, die mit ihrem Hund ins Land Oz verschlagen wird, als sie silberne Schuhe aus einem Schrank ausprobiert. Dort hat vorher Urfin mit seiner Holz-Armee die Herrschaft übernommen. Sie soll nun helfen, das Land Oz wieder zu befreien.
In dem Fantasy-Film Tintenherz von 2008 tritt der Hund Toto auf, indem ein Mädchen namens Meggie, das über die magische Gabe verfügt, literarische Figuren durch das bloße Vorlesen einer fiktiven Geschichte in die Wirklichkeit zu holen, einige zentrale Sätze aus dem Roman Der Zauberer von Oz vorliest. Auch der Wirbelsturm, das fliegende Farmhaus und die geflügelten Affen tauchen auf diese Weise in dem Fantasy-Film auf. Es handelt sich um die Verfilmung des gleichnamigen Romans Tintenherz der deutschen Schriftstellerin Cornelia Funke von 2003, in dem jedoch diese Motive von Der Zauberer von Oz nicht vorkommen.

## Hörspiel
- Titania Special Folge 9: Der Zauberer von Oz. Buch: Marc Gruppe. Regie: Marc Gruppe und Stephan Bosenius, Titania Medien 2013.[12]

## Hörfunk
- Thomas Gaevert: Wege nach Oz – Hörfunk-Feature; Produktion: Südwestrundfunk 2009 – 55 Minuten; Erstsendung: 21. Juni 2009, 15.05 Uhr, SWR2 Feature am Sonntag

## Theaterinszenierungen
Seit Erscheinen des Buchs wird der Zauberer von Oz immer wieder erfolgreich auf Bühnen weltweit als Theaterstück aufgeführt.

## Der Zauberer von Ozin der Musik

### Revue
Bereits 1902 schrieb Baum eine musikalische Revue, deren Titel gleichfalls The Wizard of Oz lautete. Das ursprüngliche Manuskript stammte von Baum, der sich eng an sein Buch hielt. Julian Mitchell, der bereits erfolgreich eine Reihe von Musikrevues auf die Bühne gebracht hatte, hielt dieses Manuskript jedoch für wenig bühnentauglich. Er wollte die Inszenierung nur übernehmen, wenn das Libretto komplett umgeschrieben würde. Es entstand eine Nummernrevue, die nur noch wenig Ähnlichkeit mit dem Buch hatte. Dorothy wird von einer Kuh mit Namen Imogene statt des Hundes Toto begleitet, und eine Reihe neuer Figuren treten in der Bühnenhandlung auf.
Die Revue wurde am 16. Juni 1902 uraufgeführt und war von Beginn an ein großer Erfolg. Sie gilt als die erfolgreichste Revue ihrer Zeit. Sie wird heute jedoch nicht mehr gespielt, da weder die Musik noch das Libretto als zeitgemäß gelten.

### Musicals
Zu den Bühnenadaptionen zählt auch ein sehr erfolgreiches Musical, das unter dem Titel The Wiz mit einer rein schwarzen Besetzung 1970 am Broadway aufgeführt wurde. Der Regisseur Sidney Lumet verfilmte 1978 dieses Musical als The Wiz – Das zauberhafte Land mit Diana Ross als Dorothy und Michael Jackson als Vogelscheuche, wobei der Film durch von Musikproduzent Quincy Jones arrangierte Motown-Soul-Songs besticht.
Das erfolgreiche Broadway-Musical Wicked – Die Hexen von Oz (Erstaufführung 2003) basiert auf dem gleichnamigen Roman von Gregory Maguire. Wicked ist ein revisionistischer Blick auf das Land und die Charaktere von Oz.
2011 adaptierten Lord Andrew Lloyd Webber und Jeremy Sams die Geschichte als Jukebox-Musical für das Londoner West End. Darin verwendeten sie die Lieder des Filmklassikers von 1939. Das Musical erhielt unter anderem eine Olivier-Nominierung als bestes neuinszeniertes Musical und gewann zwei What’s-on-Stage Awards (Publikumspreis) in den Kategorien „Beste Musical-Neuinszenierung“ und „Beste Nebendarstellerin (Musical)“ (Hannah Waddingham).
Thomas Bürkholz schrieb ein gleichnamiges Musical, das 2000 beim Theatersommer in Garmisch-Partenkirchen uraufgeführt wurde.

### Ballett
Für die Tanzbühne wurde das Kinderbuch 2011 von dem Choreographen Giorgio Madia adaptiert. Als OZ – The Wonderful Wizard gelangte der Stoff als Tanzstück mit Vladimir Malakhov (als Zauberer von OZ) und Polina Semionova (als Dorothy) mit dem Staatsballett Berlin zur Uraufführung. Musikalisch beruht diese Fassung auf Kompositionen von Dmitri D. Schostakowitsch.

### Popmusik
Seit mehr als 30 Jahren wird vermutet, dass das Pink-Floyd-Album The Dark Side of the Moon eine Vertonung des Filmklassikers von 1939 sei. Eine Reihe von Musikfans behaupten, dass bei einem parallelen Abspielen der CD und des Films die Musik von Pink Floyd die visuellen Eindrücke des Films gelegentlich sehr deutlich wiedergeben. So sei beispielsweise ein Fahrradklingeln auf dem Pink Floyd-Album in genau dem Moment zu hören, in dem im Film ein Fahrrad vorbeifährt. Und Pink Floyd sängen über den Sturz in einen Abgrund, wenn im Film Dorothy auf einem Zaun balanciere. Pink Floyd haben sich zu dieser Vermutung allerdings bis heute nicht geäußert.
Die spanische Heavy-Metal-Band Mägo de Oz benannte sich nach dem spanischen Titel dieses Werks.
Die Band Toto benannte sich nach dem gleichnamigen Hund aus der Geschichte.
Das Lied „Emerald City“ (1967) der Gruppe The Seekers bezieht sich auf die Smaragdstadt.
Die amerikanische Rockband Melvins brachte 1989 das Album Ozma heraus, eine Hommage an Prinzessin Ozma.
Die deutsch-amerikanische Heavy-Metal-Band Demons & Wizards interpretierte in dem Lied Wicked Witch das Werk auf eigene Art. Darin wird der Tod der Hexe des Westens mit dem Tod der Phantasie und Magie gleichgesetzt, was unabdingbar für das Erwachsenwerden sei.
1973 veröffentlichte Elton John das Album Goodbye Yellow Brick Road. Das Cover sowie das gleichnamige Lied nehmen Bezug auf „Der Zauberer von Oz“.
Das Cover des 1974 veröffentlichten Albums „Eldorado“ der Band Electric Light Orchestra zeigt die Filmszene, in der die Hexe des Westens versucht, Dorothy die Schuhe zu entwenden.
Blizzard of Ozz war der Titel des ersten Soloalbums von Ozzy Osbourne, nach seiner (ersten) Karriere als Sänger der Band Black Sabbath.

### Erstausgabe
- The Wonderful Wizard of Oz (auch The Wizard of Oz). George M. Hill Company, Chicago/New York 1900.

### Deutsche Übersetzungen
- Der Zauberer von Oz. Übersetzung von Ursula von Wiese. Morgarten, Zürich 1940
- Der Zauberer Oz. Übersetzung von Sybil Gräfin Schönfeldt, Maria Torris. Dressler, Berlin 1964; wieder Ravensburger 1975; wieder: Illustr. Janosch, Hamburg 1984
- Der Zauberer von Ozenreich. Übers. Marlene Schneider. Hallmark Cards, München 1969
- Der Zauberer Oz. Illustr. Eberhard Binder. Altberliner Verlag, Berlin 1988, ISBN 3-357-00113-6
- Der Zauberer von OZ. Illustr. William Wallace Denslow. Artia Verlag, Hanau 1999, ISBN 3-934236-04-9
- Der Zauberer von Oz. Übers. Freya Stephan-Kühn, Illustr. Klaus Müller. Arena Verlag, Würzburg 2001, ISBN 3-401-05702-2
- Der Zauberer von Oz. Übers. Alfred Könner. in: Michael Patrick Hearn (Hrsg.): Alles über den Zauberer von Oz von L. Frank Baum. Europa Verlag, Hamburg 2003, ISBN 3-203-75550-5
- Der Zauberer von Oz. Übers. Felix Mayer. Anaconda Verlag, 2012

### Weitere Oz-Romane von L. Frank Baum
- The Marvelous Land of Oz (auch The Land of Oz). Reilly and Britton Company, Chicago 1904.
Deutsch: Im Reich des Zauberers Oz. Übers. Christine Hettinger. Heyne, München 1981.
- Ozma of Oz. Reilly and Britton Company, Chicago 1907.
Deutsch: Prinzessin Ozma von Oz. Übers. v. Christine Hettinger. Heyne, München 1981.
- Dorothy and the Wizard in Oz. Reilly and Britton Company, Chicago 1908.
Deutsch: Dorothy und der Zauberer in Oz. Übers. v. Esmy Berlt. LeiV, Leipzig 1999.
- The Road to Oz. Reilly and Britton Company, Chicago 1909.
Deutsch: Dorothy auf Zauberwegen. Übers. Esmy Berlt. LeiV, Leipzig 2000.
- The Emerald City of Oz. Reilly and Britton Company, Chicago 1910.
Deutsch: Dorothy in der Smaragdenstadt Übers. Esmy Berlt. LeiV, Leipzig 2001.
- The Patchwork Girl of Oz. Reilly and Britton Company, Chicago 1913.
Deutsch: Dorothy und das Patchwork-Mädchen Übers. Esmy Berlt. LeiV, Leipzig 2003.
- Tik-Tok of Oz. Reilly and Britton Company, Chicago 1914.
Deutsch: Tik-Tak von Oz Übers. Maria Weber. BoD, Norderstedt 2018.
- The Scarecrow of Oz. Reilly and Britton Company, Chicago 1915.
Deutsch: Die Vogelscheuche von Oz Übers. Maria Weber. BoD, Norderstedt 2018.
- Rinkitink in Oz. Reilly and Britton Company, Chicago 1916.
Deutsch: Rinkitink in Oz Übers. Maria Weber. BoD, Norderstedt 2018.
- The Lost Princess of Oz. Reilly and Britton Company, Chicago 1917.
Deutsch: Die verschwundene Prinzessin von Oz Übers. Maria Weber. BoD, Norderstedt 2019.
- The Tin Woodman of Oz. Reilly and Lee Company, Chicago 1918.
Deutsch: Der Blechmann von Oz Übers. Maria Weber. BoD, Norderstedt 2019.
- The Magic of Oz. Reilly and Lee Company, Chicago 1919.
Deutsch: Die Magie von Oz Übers. Maria Weber. BoD, Norderstedt 2019.
- Glinda of Oz. Reilly and Lee Company, Chicago 1920.
Deutsch: Glinda von Oz Übers. Maria Weber. BoD, Norderstedt 2019.

### Weitere Oz-Bücher in deutscher Sprache
- Philip José Farmer: Ein Himmelsstürmer in Oz. Droemer Knaur, München 1985, ISBN 3-426-05800-6.
- Joan D. Vinge: Oz – Eine phantastische Welt. Das Buch zum Film. Droemer Knaur, München 1982, 1991, ISBN 3-426-01382-7.

### Oz-Comic in deutscher Sprache
- David Chauvel (Text), Enrique Fernández (Zeichnungen): Der Zauberer von Oz. Ehapa Comic Collection. Egmont-vgs-Verl.-Ges., Köln 2006, ISBN 3-7704-2915-X.
- Eric Shanower (Text), Skottie Young (Zeichnungen): Der Zauberer von Oz. Panini Comics, Stuttgart 2012, ISBN 978-3-86201-281-7.
- Eric Shanower (Text), Skottie Young (Zeichnungen): Ozma von Oz. Panini Comics, Stuttgart 2013, ISBN 978-3-86201-475-0.
- Eric Shanower (Text), Skottie Young (Zeichnungen): Dorothy und der Zauberer in Oz. Panini Comics, Stuttgart 2013, ISBN 978-3-86201-661-7.
- Eric Shanower (Text), Skottie Young (Zeichnungen): Das zauberhafte Land Oz. Panini Comics, Stuttgart 2014, ISBN 978-3-86201-949-6.
- Eric Shanower (Text), Skottie Young (Zeichnungen): Die Straße nach Oz. Panini Comics, Stuttgart 2014, ISBN 978-3-95798-097-7.
- Eric Shanower (Text), Skottie Young (Zeichnungen): Die Smaragdstadt von Oz. Panini Comics, Stuttgart 2015, ISBN 978-3-95798-186-8.

### Oz-Comic in englischer Sprache
- Eric Shanower (Text), Skottie Young (Zeichnungen): The Wonderful Wizard of Oz. Marvel Comics Group, 2009, ISBN 978-0-7851-2921-9.

### Sekundärliteratur
- Michael Patrick Hearn (Hrsg.): Alles über den Zauberer von Oz von L. Frank Baum. Europa Verlag, Hamburg 2003, ISBN 3-203-75550-5.
- Lucille Grindhammer: Nachwort. In: L. Frank Baum: The Wonderful Wizard of Oz. Reclam Fremdsprachentexte. Reclam, Stuttgart 1994, ISBN 3-15-009001-6.
- Ranjit S. Dighe (Hrsg.): The Historian's Wizard of Oz – Reading L. Frank Baum's Classic as a Political and Monetary Allegory. Praegur Publishers, Westport Con 2002, ISBN 0-275-97418-9.
- Eleanor D. Payson: The Wizard of Oz and Other Narcissists. Julian Day Publications, Royal Oak Mich 2002, ISBN 0-9720728-3-7.